# 伊東国際観光温泉文化都市建設法
伊東国際観光温泉文化都市建設法（いとうこくさいかんこうおんせんぶんかとしけんせつほう、昭和25年7月25日法律第222号）は、静岡県伊東市の国際観光温泉文化都市建設に関する法律である。

## 概要
伊東市に財政的優遇措置を与える内容である。
1950年5月に国会で可決された後、日本国憲法第95条に基づいて伊東市の住民投票で過半数の賛成を得て成立した。
その後、1952年6月に国会で観光温泉資源の保護に関する条文（第3条）を追加する改正案が可決されたが、その改正案も伊東市の住民投票で過半数の賛成を得て成立した。憲法第95条による法案改正案への住民投票は唯一この1例のみである。